# 萊韋里耶爾
萊韋里耶爾（法語：Les Verrières，法語發音：[le vɛʁjɛʁ]）是瑞士納沙泰爾州的一个市镇的城鎮，位於該國西部，面積28.68平方公里，海拔高度930米，2011年人口683，一半人口信奉基督教，截至2018年12月31日总人口为668人。